# Kap Bowles
Kap Bowles ist das Südkap von Clarence Island im Archipel der Südlichen Shetlandinseln. Es markiert die Ostseite der Thunder Bay.
Der britische Seefahrer Edward Bransfield benannte das Kap 1820 während seiner Fahrt mit der Brigg Williams in den Gewässern um die Südlichen Shetlandinseln. Namensgeber ist der britische Admiral William Bowles (1780–1869), von 1816 bis 1820 Oberkommandierender der Pacific Station.